# Grad Limbuš
Limbuški grad je bil grad, ki je stal na sedanjem Grajskem griču nad vasjo Limbuš v Mestni občini Maribor. 
Grad Limbuš se prvič omenja šele leta 1332 in še to samo posredno - der Purchperch ze Levnwach in isto leto še enkrat der Purperch ze Lembach - grajski hrib. Pozidal ga je verjetno ministerial štajerskega deželnega kneza Lipold Lembah (Leopold Limbuški), ki se v pisnih virih prvič omenja leta 1147 in s tem tudi sam kraj Limbuš. Grad je bil v rokah limbuških vitezov nekje do 1330, ko je rodbina Limbuških izumrla. Leta 1333 je Luiza, vdova Brigka Mariborskega, izročila Ulriku pl. Walsee v zastavo pol gradu Limbuš, ki ga je verjetno dobila za doto. Po Walsee-jih so ga dedovali Celjski grofje. Leta 1427, ko se omenja kot purk Lembach, ga je posedoval hrvaški grof Ivan Martin Frankopan Grbavski kot celjski fevd. Grad se leta 1436 in leta 1448 omenja kot utrdba - vest. 
Ko so Celjani leta 1456 izumrli, je postal deželnoknežji in se nato v letih 1485, 1496 in 1499 omenja v listinah kot dvorec - gsloss in sloss. Zadnja plemiška lastnica pa je bila Eleonora Ivniška, ki je grad leta 1666 prodala benediktincem iz Šentpavla na Koroškem.
Grad je bil med turškimi vpadi večkrat oblegan in poškodovan, nazadnje pa v 18. stoletju porušen. Kot spomin na grad in njihovega zadnjega oskrbnika je na župnijski cerkvi ohranjen nagrobni epitaf družine Hertzenkraft iz leta 1669. Po ustnem izročilu bi naj bila iz ostankov gradu zgrajena vaška kapela (porušena leta 1954, na kateri je bil na freski poslikan grad, pa tudi do danes ohranjen kip Marije - kraljice miru bi naj bil iz grajske kapele. Vse do prve svetovne vojne je bil na lokaciji gradu spominski obelisk iz belega marmorja, zadnji ostanki so bili odstranjeni ob rigolanju vinograda na Grajskem griču okoli leta 1952, delčki kamnitega zidu in lokacija grajskega studenca se da najti še danes med zaraslim grmovjem. Med gradom in župnijsko cerkvijo je bil zgrajen rov za evakuacijo pred Turki. Zadnje raziskovanje rova in kripte v cerkvi, kjer je bil izhod iz rova, so opravili Nemci leta 1944. V župnijski kroniki je ohranjena skica gradu.